# Lignières (Loir y Cher)
 Lignières  es una población y comuna francesa, en la Región de Centro-Valle de Loira, departamento de Loir y Cher, en el distrito de Vendôme y cantón de Perche.

## Demografía
| 429 | 335 | 296 | 294 | 315 | 376 |
| Para los censos de 1962 a 1999 la población legal corresponde a la población sin duplicidades (Fuente: INSEE [Consultar]) |     |     |     |     |     |